# Réservoir de Vaskjala
Le réservoir de Vaskjala (en estonien : Vaskjala veehoidla) ou barrage de Vaskjala (en estonien : Vaskjala paisjärv)  est un lac artificiel dans le comté de Harju en Estonie,,.

## Géographie
Situé dans la commune de Rae, le lac a été formé en barrant le lit de la rivière Pirita. 
La superficie d'eau du lac artificiel est de 29,9 hectares et il mesure 850 mètres de long et 200 mètres de large. 
Le bassin du lac comprend deux parties. 
Le niveau d’eau dans la partie nord est inférieur à celui de la partie sud. 
L'eau est acheminée du bassin supérieur vers le canal Vaskjala-Ülemiste et une quantité d'eau correspondante est amenée du réservoir de Kaunissaare quelques kilomètres en amont jusqu'à la rivière Pirita par le canal Jägala-Pirita. 
L'étendue du bassin versant du lac est de 637,7 km2,,.
Le lac a une profondeur moyenne de 1,1 mètre et une profondeur maximale de 4,3 mètres. Le volume du lac est estimé à 0,73 million de mètres cubes. 
Il comprend huit îles d'une superficie totale de 1,4 hectares. La longueur du rivage du lac est de 10 kilomètres, dont les rives nord sont des zones résidentielles et les rives sud sont des forêts ou des prairies. 
Le quartier résidentiel est Vaskjala, qui fait partie de Jüri,.
Le réservoir fait partie du Système d'approvisionnement en eau de Tallinn.